# Canton de Compiègne-Nord
Le canton de Compiègne-Nord est une ancienne division administrative française située dans le département de l'Oise et la région Picardie.

## Représentation

### Conseillers d'arrondissement de l'ancien canton de Compiègne (de 1833 à 1940)
Le canton de Compiègne avait deux conseillers d'arrondissement à partir de 1848.
| Période                                  | Période      | Identité                           | Étiquette   | Qualité |
| ---------------------------------------- | ------------ | ---------------------------------- | ----------- | --- |
| 1833                                     | 1845         | Antoine Rémy Viet (1788-1874)      |             | Avoué, adjoint au maire de Compiègne (maire de 1848 à 1852)                                                 |
| 1845                                     | 1848         | M. de Bréda                        |             | Conseiller municipal de Compiègne                                                                           |
|                                          |              |                                    |             | |
| 1852                                     | 1858 (décès) | Jean-Charles Lechêne (1795-1858)   |             | Propriétaire à Compiègne, Président du Tribunal de commerce                                                 |
| 1852                                     | 1861         | M. Desmarest-Lebel                 |             | Propriétaire à Compiègne                                                                                    |
| 1858                                     | 1871         | Théophile Dupuis-Lecomte           |             | Adjoint au maire de Compiègne                                                                               |
| 1861                                     | 1872         | Jean-Louis Aubrelicque             | Républicain | Vérificateur de l'enregistrement des domaines, Compiègne                                                    |
| 1871                                     | 1881 (décès) | Charles Auguste Ladame (1815-1881) |             | Maire de Jaux                                                                                               |
| 1872                                     | 1878         | Alphonse Chovet                    | Républicain | Avoué à Compiègne                                                                                           |
| 1878                                     | 1886         | Paul-Émile Motel                   |             | Président du Tribunal de commerce, adjoint au maire de Compiègne                                            |
| 1881                                     | 1907         | Lucien Bienaimé                    |             | Propriétaire, meunier, maire de Clairoix                                                                    |
| 1886                                     | 1892         | Louis-Constant Chêneval            |             | Adjoint au maire de Compiègne                                                                               |
| 1892                                     | 1901         | Louis Wurtz                        |             | Médecin, adjoint au maire de Compiègne                                                                      |
| 1901                                     | 1907         | Ludovic-Étienne Rabot (1832-1918)  |             | Pharmacien, propriétaire à Compiègne                                                                        |
| 1907                                     | 1940         | Louis-Auguste Harmand-Fercot       |             | Industriel à La Croix-Saint-Ouen                                                                            |
| 1907                                     | 1922 (décès) | Baron Henri de Seroux (1844-1922)  |             | Censeur à la Banque de France, adjoint au maire de Compiègne                                                |
|                                          |              |                                    |             | |
|                                          | 1940         | Louis Théry                        |             | Médecin à Compiègne                                                                                         |
| 1940                                     |              |                                    |             | Les conseils d'arrondissement ont été suspendus par la loi du 12 octobre 1940 et n'ont jamais été réactivés |
| Les données manquantes sont à compléter. |              |                                    |             | |

### Conseillers généraux de l'ancien canton deCompiègne(de 1833 à 1973)
| Période | Période                   | Identité                                  | Étiquette             | Qualité                                                                                            |
| ------- | ------------------------- | ----------------------------------------- | --------------------- | -------------------------------------------------------------------------------------------------- |
| 1833    | 1833 (démission)          | Alexandre Pottier (1796-1853)             |                       | Maire de Compiègne (1832-1839), puis juge au Tribunal civil Egalement élu dans le Canton d'Attichy |
| 1833    | 1839                      | François Étienne Biscuit                  |                       | Entrepreneur de travaux publics Juge au Tribunal de commerce de Compiègne                          |
| 1839    | 1848                      | Antoine Poulletier d'Autreval (1782-1849) |                       | Propriétaire Maire de Compiègne (1830-1832, 1839-1845)                                             |
| 1848    | 1852                      | Antoine Rémy Viet (1788-1874)             |                       | Maire de Compiègne (1848-1851), ancien conseiller d'arrondissement                                 |
| 1852    | 1872 (décès)              | Eugène Floquet (1815-1872)                |                       | Ancien notaire Maire de Compiègne (1863-1872)                                                      |
| 1872    | 1878 (démission)          | Jean-Louis Aubrelicque                    | Républicain de Droite | Receveur de l'enregistrement Maire de Compiègne Sénateur (1876-1879)                               |
| 1878    | 1904                      | Alphonse Chovet                           | Républicain           | Avocat Sénateur (1888-1905) Maire de Compiègne (1878-1902), conseiller d'arrondissement            |
| 1904    | 1937 (décès)              | Robert Fournier-Sarlovèze                 | USR-URD               | Maire de Compiègne (1904-1935) Député (1910-1914 et 1919-1932)                                     |
| 1937    | 1941 (démission d'office) | Baron James de Rothschild                 | Républicain           | Maire de Compiègne (1935-1940 et 1945-1947) Révoqué par le Gouvernement de Vichy                   |
|         |                           |                                           |                       | |
| 1945    | 1970                      | Pierre Gand                               | MRP puis RPF puis DVD | Médecin                                                                                            |
| 1970    | 1973                      | Paul Petitpoisson                         | CNIP                  | Ingénieur, adjoint au maire de Compiègne                                                           |

### Conseillers généraux du canton de Compiègne-Nord (1973 à 2015)
| Période           | Période                   | Identité          | Étiquette | Qualité                                                                                       |
| ----------------- | ------------------------- | ----------------- | --------- | --------------------------------------------------------------------------------------------- |
| 1973              | 1978 (décès)              | Paul Petitpoisson | CNIP      | Ingénieur, adjoint au maire de Compiègne                                                      |
| 1978              | 1991 (décès)              | Pierre Desbordes  | RPR       | Médecin généraliste Adjoint au maire de Compiègne                                             |
| 1991              | 1992 (démission)          | Philippe Marini   | RPR       | Inspecteur des Finances, avocat à la cour sénateur depuis 1992 maire de Compiègne depuis 1987 |
| 1993              | 2001                      | Michel Woimant    | RPR       | Conseiller maître de la Cour des comptes retraité                                             |
| mars 2001         | décembre 2002 (démission) | Philippe Marini   | RPR       | sénateur - maire de Compiègne                                                                 |
| 1er décembre 2002 | 2015                      | Éric de Valroger  | DVD-UMP   | Magistrat Adjoint au maire de Compiègne Elu en 2015 dans le Canton de Compiègne-1             |

## Composition
| Communes             | Population (2012) | Code postal | Code Insee |
| -------------------- | ----------------- | ----------- | ---------- |
| Bienville            | 480               | 60280       | 60070      |
| Choisy-au-Bac        | 3 571             | 60750       | 60151      |
| Clairoix             | 1 952             | 60280       | 60156      |
| Compiègne            | 41 254 (1)        | 60200       | 60159      |
| Janville             | 695               | 60150       | 60323      |
| Margny-lès-Compiègne | 6 507             | 60280       | 60382      |

(1) fraction de commune.

## Démographie
| 1962 | 1968 | 1975 | 1982 | 1990 | 1999 | 2009 |
| ---- | ---- | ---- | ---- | ---- | ---- | ---- |
| -    | -    | -    | -    | -    | -    | -    |